# Тяньюаньська людина

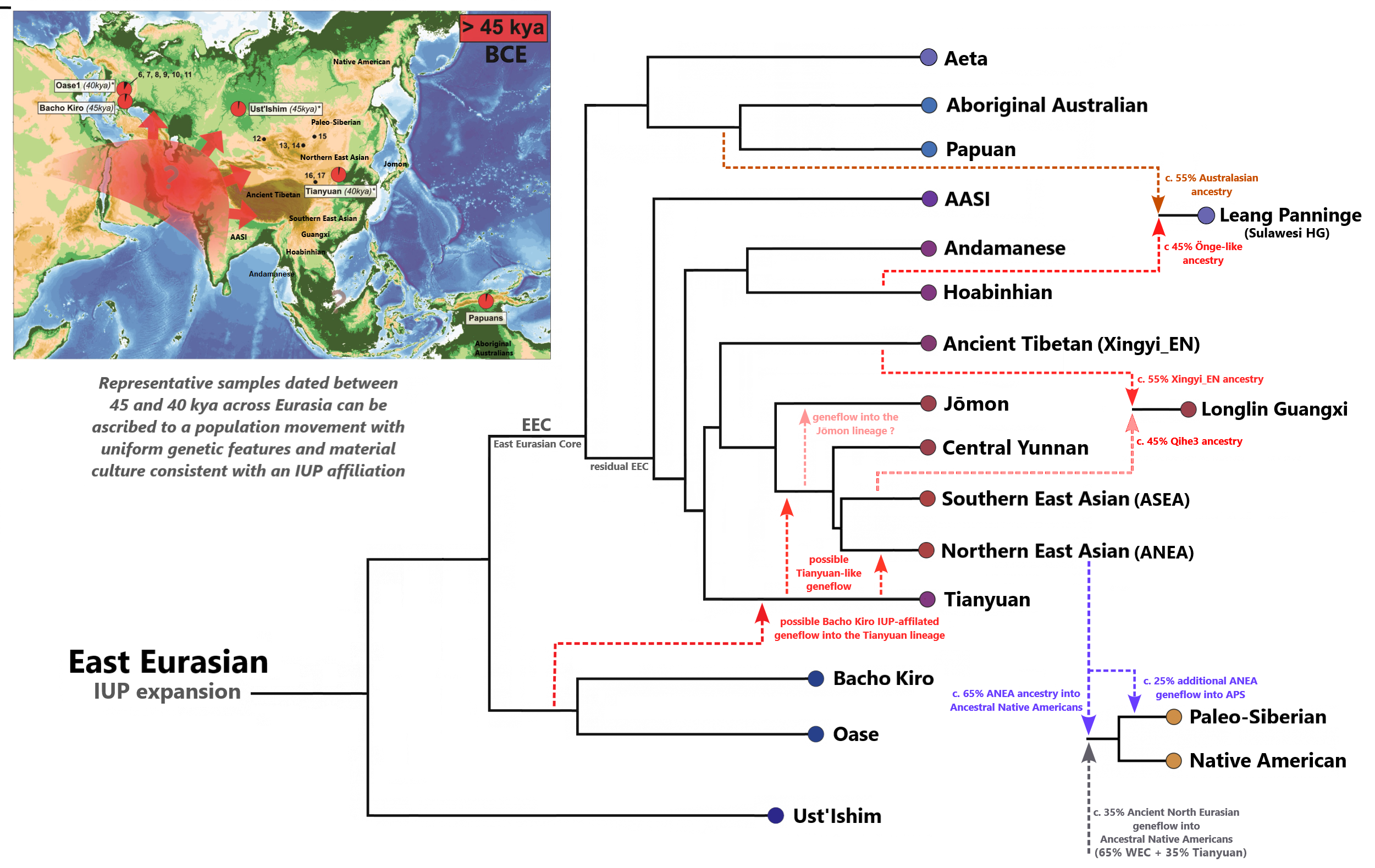
Філогенетичне положення лінії Тяньюань серед інших східноєвразійців

Тяньюаньська людина (спрощ.: 田园洞人; кит. трад.: 田園洞人; піньїнь: Tiányuándòng Rén) — останки одного з найраніших сучасних людей, що населяли Східну Азію. 
У 2007 році дослідники виявили 34 фрагменти кісток, що належать одній людині, в печері Тяньюань неподалік від Пекіна
. 
Радіовуглецеве датування показує, що вік кісток становить від 42 000 до 39 000 років, що може бути трохи молодшим, ніж знахідки кісток аналогічного віку в печерах Ніах у Сараваку на острові Борнео (Малайзія).
Нічого не відомо безпосередньо про матеріальну культуру цієї людини, оскільки досі на цьому місці не було знайдено жодних артефактів чи інших культурних решток 
. 
Ізотопний аналіз показує, що значну частину його раціону складала прісноводна риба 
..

## Морфологія
Людина з печери Тяньюань вважається раннім сучасним homo sapiens. 
У нього відсутні деякі риси нижньої щелепи, характерні для пізніх архаїчних людей Західної Євразії, що свідчить про їх дивергенцію. 
На підставі швидкості стирання оклюзійних поверхонь зубів, ймовірно, що він помер у віці від 40 до 50 років 
. 
Похідні риси сучасної людини, що виявлені, і високий індекс стегнової кістки у Тяньюань-1 припускають «деяке відносно недавнє походження серед більш екваторіальних популяцій» 
.

## Палеогенетика
Перший аналіз ДНК останків (фокусований на мтДНК та хромосомі 21) опублікували у 2013 році і показав, що людина з Тяньюань споріднена «з багатьма сучасними азійцями та корінними американцями» і вже генетично відокремилася від предків сучасних європейців 
. 
Він належав до материнської гаплогрупи B
, 
та батьківської гаплогрупи K2b
.
Повногеномний аналіз підтвердив близьку спорідненість Тяньюаньської людини із сучасними східноазійськими та південно-східноазійськими аборигенами; він також показав, що він не є прямим предком сучасних популяцій, а скоріше є у складі східно- і південно-східноазійської (ESEA) лінії, що сильно дивергувала, базальної для всіх пізніших популяцій Східної та Південно-Східної Азії 
. 
Було встановлено, що Тяньюаньська людина походить від початкової хвилі мігрантів верхнього палеоліту (>45 тис. років тому) — «міграція населення з одноманітними генетичними ознаками і матеріальною культурою» (давні східні євразійці), і має велику спорідненість з іншими давніми популяціями, такими як Бачо-Киро, Пештера-ку-Оасе, Усть-Ішим, а також предками сучасних папуасів (австралазійців) 
. 
Науковці вважають, що лінія, предкова Тяньюаньській людині (названа лінією «ESEA»), відокремилася від давніх східних євразійців після розселення Південним маршрутом і згодом розділилася на лінію Хоа-Бінь, лінію Тяньюань і лінію, предкову всім сучасним популяціям Східної та Південно-Східної Азії 
.
Лінію Тяньюань можна змоделювати так, що вона виникла внаслідок палеолітичної події змішання між переважно онге-подібним джерелом з Південно-Східної Азії (близько 61%) та глибоко дивергованим східноєвразійським джерелом (IUP), пов'язаним з переміщеннями IUP до Сибіру (близько 39%), які були віддалено пов'язані з популяцією печери Бачо-Кіро.  
Попередня модель оцінювала, що близько 64% предків пов'язані зі східними азійцями, а 36% — з давно відокремившуюся від усть-ішимців популяцією. 

Тяньюаньська людина також демонструє унікальну генетичну спорідненість з GoyetQ116-1 з печер Гоєт у провінції Намюр, Бельгія. 
GoyetQ116-1 має більше спільних алелів з тяньюаньською людиною, ніж будь-який інший древній індивід із Західної Євразії 
. 
Науковці вважають, що зразок GoyetQ116-1 мав 14-23% генному від ранньої східноєвразійської популяції, віддалено пов'язаної з Тяньюаньською людиною 
.
Тяньюаньська людина демонструє високу генетичну спорідненість із 33 000-річним зразком (AR33K) із місцевості між Приамур'ям та сучасною Монголією, що свідчить про те, що тяньюаньські предки були широко поширені в Північно-Східній Азії в період палеоліту. 
Ця специфічна група також відома як «кластер Тяньюань». 

#### Вплив на пізніші популяції
Можна змоделювати походження давніх та сучасних східних азійців, які походять з джерела, подібного до кластера Онге (76–79%), з потоком генів з джерела, подібного до кластера Тяньюань (21–24%). 
Приблизно з 26 по 22 тис. років тому кластер Тяньюань замінено популяцією, подібною до східноазійської. 
[ 13 ] [ 19 ] [ 12 ]
Популяція, подібна Тяньюань, внесла близько 32-50% геному предків давніх північних євразійців, а решту надала рання західноєвразійська популяція, представлене зразком Костенки-14. 
Зразок віком близько 34 000 років з Північної Монголії (Салхіт) має приблизно 75% предків від популяції, подібної до Тяньюань, а решта (25%) походить від популяції, подібної до популяції Яна. 
Індивідуум із Салхіту має складне споріднення із давніми північними євразійцями 
.
Базальне східноазійське або «давньоазійське» походження, представлене Тяньюанем або андаманськими онге, сприяло заселенню Південно-Східної Азії , продовжуючи глибоко дивергентне австралазійське походження та передуючи мезолітичній та неолітичній експансії стародавніх південно-східних азійців, пов'язаній з поширенням австроазійських та австронезійських мов. 
.
Людина Тяньюань також має більше спільних алелів з південноамериканськими популяціями, такими як суруї та каритіана в Бразилії та чане в північній Аргентині та південній Болівії, ніж з іншими корінними американцями. 
.